# جاريد جيفري
جاريد مايكل جيفري (بالإنجليزية: Jared Michael Jeffrey)‏ (مواليد 14 يونيو 1990 في دالاس - الولايات المتحدة) هو لاعب كرة قدم أمريكي سابق لعب في مركز الوسط المحوري.

## روابط خارجية
- جاريد جيفري على موقع الاتحاد الدولي (مؤرشف)  (الإنجليزية)
- جاريد جيفري على موقع الدوري الأمريكي (الإنجليزية)
- جاريد جيفري على موقع قاعدة بيانات كرة القدم.إي يو (الإنجليزية)
- جاريد جيفري على موقع Soccerbase.com (لاعب) (الإنجليزية)
- جاريد جيفري على موقع Soccerway.com (الإنجليزية)
- جاريد جيفري على موقع عالم كرة القدم.نت (الإنجليزية)
- جاريد جيفري على موقع كووورة
- جاريد جيفري على موقع AS.com (الإسبانية)